# معاهدة كيرينالي
معاهدة كيرينالي أو معاهدة بين الجمهورية الفرنسية والجمهورية الإيطالية لتعزيز التعاون الثنائي هي اتفاقية ثنائية بين الجمهورية الإيطالية والجمهورية الفرنسية، وقعها رئيس الوزراء ماريو دراجي والرئيس إيمانويل ماكرون في قصر كيرينالي في روما في 26 نوفمبر 2021.

## المحتوى
المعاهدة المكونة من 13 مادة «ستعزز التقارب بين المواقف الفرنسية والإيطالية، وكذلك التنسيق بين البلدين في مسائل السياسة الأوروبية والخارجية والأمن والدفاع وسياسة الهجرة والاقتصاد والتعليم والبحوث والثقافة والتعاون عبر الحدود». وفقًا للحكومتين كانت المعاهدة بداية تقارب جديد بين البلدين في قيادة وتقدم الاتحاد الأوروبي. علاوة على ذلك كان يُنظر إلى المعاهدة على أنها محاولة من إيطاليا وفرنسا للعب دور رئيسي في الاتحاد الأوروبي بعد تقاعد المستشارة الألمانية السابقة أنجيلا ميركل.

## التاريخ
بدأ المشروع إيمانويل ماكرون وباولو جينتيلوني في يناير 2018. ومع ذلك فقد تم وضعها جانبًا من قبل حكومة جوزيبي كونتي الأولى بسبب التردد والمعارضة السياسية لأعضائها والرابطة اليمينية وحركة الخمس نجوم الشعبوية. عندما تم تشكيل مجلس الوزراء الثاني لكونتي بين حركة الخمس نجوم والحزب الديمقراطي عادت المحادثات بين إيطاليا وفرنسا. في بداية عام 2020 خلال اجتماع ثنائي في نابولي أكد جوزيبي كونتي وإيمانويل ماكرون استعدادهما للتوقيع على مسودة المعاهدة.
في 13 فبراير 2021 تم تعيين ماريو دراجي رئيسًا جديدًا للوزراء، وفي 17 فبراير 2021 أعلن أنه يريد هيكلة أفضل للعلاقة بين بلاده وفرنسا. شارك إيمانويل ماكرون الرأي نفسه في 5 يوليو 2021 بمناسبة زيارة رئيس الجمهورية الإيطالية سيرجيو ماتاريلا لقصر الإليزيه.
في 26 نوفمبر 2021 وقع دراجي وماكرون المعاهدة في قصر كويرينالي. خلال مؤتمر صحفي في فيلا ماداما صرح ماكرون أن «إيطاليا وفرنسا تشتركان في أكثر بكثير من الحدود. لقد كان التاريخ والفن والاقتصاد والمجتمع متشابكين لفترة طويلة والمؤسسات التي نتشرف بتمثيلها تقوم على نفس النظام الجمهوري والقيم واحترام حقوق الإنسان والحقوق المدنية والأوروبية لدعم وتسريع عملية التكامل الأوروبي».